# Napal (Kelumbayan)
Napal is een bestuurslaag in het regentschap Tanggamus van de provincie Lampung, Indonesië. Napal telt 1300 inwoners (volkstelling 2010).